# Língua quíchua âncache
Quíchua Ânchache, ou Huaylay (Waylay), é uma variedade da língua quíchua falada na região de Ânchache no Peru por cerca de  800 mil pessoas. Como o Quíchua Wanka, pertence ao subgrupo Quíchua I, conforme Alfredo Torero).

## Classificação
As variedades quíchuas Ânchache pertencem ao ramo das línguas Quíchuas num continuum dialetal estendido na serra central do Peru de Ancache no norte até as províncias de Castrovirreyna e Yauyos no sul.

## Variedades e nomes
Algumas variedades que fazem fronteira com este continuum compartilham parcialmente características morfológicas que distinguem o grupo Ancache do outro quéchua central, por isso é difícil estabelecer um limite corrreto. Entre essas variedades próximas estão o quíchua das províncias de Bolognesi, Ocros e Cajatambo e o da região de Alto Marañón no departamento de Huánuco
Ancache Quíchua também é conhecido como Huaylas Ancache Quíchua, Llaqwash Kichwa, Huaylay, Waylay, Nunashimi ou Runa Shimi. Os dialetos incluem Huaraz, Yungay e Huailas.

## Escrita
Ânchache Quíchua foi escrito pela primeira vez em uma lista de vocabulário de padres católicos em 1905. Uma tradução do Evangelho de João foi publicada em 1947. Desde então, várias coleções de contos, mitos e outras literaturas em Ancache Quíchua foram publicadas.
O Ministério da Educação do Peru criou uma maneira de escrever línguas quíchua em 1975 chamada Alfabeto Básico General del Quíchua (Alfabeto Básico Geral do Quíchua). Isso foi modificado em 1985 e novamente em 2014, quando foram criados alfabetos separados para diferentes idiomas Quíchua. Ainda há alguma variação na forma como é escrito
Assim, o alfabeto latino é usado mas sem as letras J, V, X, Z , E, O. As demais vogais, A, I, U podem ser usadas duplas, indicando pronúncia longa. Usam-se as formas Ll, Sh, Ts.
• As letras b, d, f, g e rr são usadas em empréstimos de outras línguas.
• As letras ‘e, o’ foram usadas até 1985, e ainda são usadas em empréstimos

## Amostra de texto
Meyqan nunapis manam pipa sirweqnin nuna kananpaqtsu yurikushqa. I nuna karninmi meyqan nunapis juk láyatsu kayanman derëchunkunachowpis. I yarpachakiyta yacharninmi i allita mana allita shonqonkunachow mákurninmi nunakuna jukninta wiyanakur kayanman.
Português
Todos os seres humanos nascem livres e iguais em dignidade e direitos. Eles são dotados de razão e consciência e devem agir uns para com os outros com espírito de fraternidade. (Artigo 1º da Declaração Universal dos Direitos Humanos)==Notas==